# Burket (Indiana)
Burket es un pueblo ubicado en el condado de Kosciusko en el estado estadounidense de Indiana. En el Censo de 2010 tenía una población de 195 habitantes y una densidad poblacional de 1.060,42 personas por km².

## Geografía
Burket se encuentra ubicado en las coordenadas 41°9′18″N 85°58′7″O / 41.15500, -85.96861. Según la Oficina del Censo de los Estados Unidos, Burket tiene una superficie total de 0.18 km², de la cual 0.18 km² corresponden a tierra firme y (0%) 0 km² es agua.

## Demografía
Según el censo de 2010, había 195 personas residiendo en Burket. La densidad de población era de 1.060,42 hab./km². De los 195 habitantes, Burket estaba compuesto por el 96.92% blancos, el 0% eran afroamericanos, el 2.56% eran amerindios, el 0% eran asiáticos, el 0% eran isleños del Pacífico, el 0% eran de otras razas y el 0.51% pertenecían a dos o más razas. Del total de la población el 3.59% eran hispanos o latinos de cualquier raza.